# サンサン
サンサン（欧字名:San San、1969年4月9日 - 1994年11月20日）は、アメリカ合衆国で生産されたフランスの競走馬、日本の繁殖牝馬。主な勝ち鞍に1972年のプシケ賞（en）、ヴェルメイユ賞、凱旋門賞。牝馬の凱旋門賞馬として初めて日本へ輸出された馬である。所有者はマルギト・バッチャーニ伯爵夫人。

## 経歴

### 競走馬時代
ヴェルメイユ賞ではジャン・クリュゲが騎乗し勝利した。10月の凱旋門賞ではフランスのリーディングジョッキーのフレディ・ヘッドが騎乗し、前哨戦のPrix de la Nonetteで2着となったRescousseや後の大種牡馬ロベルト、日本から出走したメジロムサシらを破って勝利した。
その後、ローレル競馬場で開催されたワシントンDCインターナショナルに出走し、ドロールロール（en）の4着に敗れた。

### 繁殖牝馬時代
引退後、1976年に明和牧場がサンサンを日本に繁殖牝馬として輸入、ウインザーノット、スプライトパッサーと二頭の重賞馬を産んだ。
1994年11月20日、老衰のため死亡。25歳没。

## 代表産駒
- リキサンサン（牝） - 1977年生まれ。父Sir Ivor。代表産駒に1989年に当時の最高落札価格、3億6050万円を記録したサンゼウス。
- ウインザーノット（牡） - 1980年生まれ。父パーソロン。主な勝ち鞍に函館記念（2回、1984年、1985年）。
- ポトマックチェリー（牝） - 1981年生まれ。父ノーザンテースト。代表産駒にネイティヴハート。孫にサクセスストレイン、マーブルチーフ。
- ストームボーイ（牡） - 1982年生まれ。父ハードツービート。高松宮杯3着。
- スプライトパッサー（牝） - 1987年生まれ。父メイワパッサー。主な勝ち鞍に関屋記念（1992年）。

## 血統表
| サンサン (San San)の血統（ナスルーラ系/Bull Dog・Sir Gallahad4×4=12.50%） | サンサン (San San)の血統（ナスルーラ系/Bull Dog・Sir Gallahad4×4=12.50%） | サンサン (San San)の血統（ナスルーラ系/Bull Dog・Sir Gallahad4×4=12.50%） | （血統表の出典）        | （血統表の出典） |
| 父 Bald Eagle 1955 黒鹿毛                                                 | 父の父Nasrullah 1940 鹿毛                                                 | Nearco                                                                    | Pharos                  | Pharos           |
| 父 Bald Eagle 1955 黒鹿毛                                                 | 父の父Nasrullah 1940 鹿毛                                                 | Nearco                                                                    | Nogara                  |                  |
| 父 Bald Eagle 1955 黒鹿毛                                                 | 父の父Nasrullah 1940 鹿毛                                                 | Mutaz Begum                                                               | Blenheim                | Blenheim         |
| 父 Bald Eagle 1955 黒鹿毛                                                 | 父の父Nasrullah 1940 鹿毛                                                 | Mutaz Begum                                                               | Mumtaz Mahal            |                  |
| 父 Bald Eagle 1955 黒鹿毛                                                 | 父の母Sigma 1947 鹿毛                                                     | Tiger                                                                     | Bull Dog                | Bull Dog         |
| 父 Bald Eagle 1955 黒鹿毛                                                 | 父の母Sigma 1947 鹿毛                                                     | Tiger                                                                     | Starless Moment         |                  |
| 父 Bald Eagle 1955 黒鹿毛                                                 | 父の母Sigma 1947 鹿毛                                                     | China Face                                                                | Display                 | Display          |
| 父 Bald Eagle 1955 黒鹿毛                                                 | 父の母Sigma 1947 鹿毛                                                     | China Face                                                                | Sweepilla               |                  |
| 母 Sail Navy 1958 鹿毛                                                    | 母の父Princequillo 1940 鹿毛                                              | Prince Rose                                                               | Rose Prince             | Rose Prince      |
| 母 Sail Navy 1958 鹿毛                                                    | 母の父Princequillo 1940 鹿毛                                              | Prince Rose                                                               | Indolence               |                  |
| 母 Sail Navy 1958 鹿毛                                                    | 母の父Princequillo 1940 鹿毛                                              | Cosquilla                                                                 | Papyrus                 | Papyrus          |
| 母 Sail Navy 1958 鹿毛                                                    | 母の父Princequillo 1940 鹿毛                                              | Cosquilla                                                                 | Quick Thought           |                  |
| 母 Sail Navy 1958 鹿毛                                                    | 母の母Anchors Aweigh 1949 鹿毛                                            | Davil Diver                                                               | St Germans              | St Germans       |
| 母 Sail Navy 1958 鹿毛                                                    | 母の母Anchors Aweigh 1949 鹿毛                                            | Davil Diver                                                               | Dabchick                |                  |
| 母 Sail Navy 1958 鹿毛                                                    | 母の母Anchors Aweigh 1949 鹿毛                                            | True Bearing                                                              | Sir Gallahad            | Sir Gallahad     |
| 母 Sail Navy 1958 鹿毛                                                    | 母の母Anchors Aweigh 1949 鹿毛                                            | True Bearing                                                              | Dead Reckoning F-No.7-c |                  |

- 四代母Dead Reckoningの姉ダイシングは社台牧場が基礎繁殖牝馬として輸入した。その子孫からはメジロフレーム、メジロカーラ、キョウトシチー、サンライズバッカスらが出ている。
- 半姉Midway Islandの子孫にトップコマンダー。